# Албирекс Ниигата
Албирекс Ниигата е японски футболен отбор, основан през 1955 г. Нарицателно име „Алби“. Стадион „Нийгата стейдиъм биг суон“ -гр. Ниигата
Тимът се присъединява към J. Лигата през 1999 г., а преди това се подвизава под името Албирекс 11 СКАлбирекс 11 СК през 1955, Албирео Ниигата ФК през 1995 и Албирекс Ниигата от 1997 г. Най-добро място: 6-о през 2007 г.
Името му идва от звездата Албирео в съзвездието Cygnus (лебед) и латинската дума rex (цар).

## Известни футболисти
- Исей Накаджима (Канада) 2003
- Ан Юнг-Хак (КНДР) 2002/04
- Андерсон Лима (Бразилия) 2005